# Lillträsket (Råneå socken, Norrbotten, 735194-177777)
Lillträsket är en sjö i Bodens kommun i Norrbotten och ingår i Råneälvens huvudavrinningsområde.